# ドライポンプ
ドライポンプは接ガス部にオイルを用いない真空ポンプである。内部の機構全てがオイルフリーなわけではない。半導体製造など、油汚染を嫌う場合に多く使われる。
真空ポンプの分類として、ウエットポンプに対比する用語。

## ドライポンプの種類
- ルーツ型ドライポンプ
- クロー型ドライポンプ
- スクリュー型ドライポンプ
- サイドチャンネル型ドライポンプ
- スクロール型ドライポンプ
- ベーン型ドライポンプ
- ドライロータリーベーンポンプ